# Micromètre
« Micron » redirige ici. Pour les autres significations, voir Micron (homonymie).
Cet article concerne l'unité de longueur. Pour l'appareil de mesure de longueur également appelé palmer, voir Micromètre (appareil de mesure). Pour l'appareil de mesure en astronomie, voir Micromètre à fils.

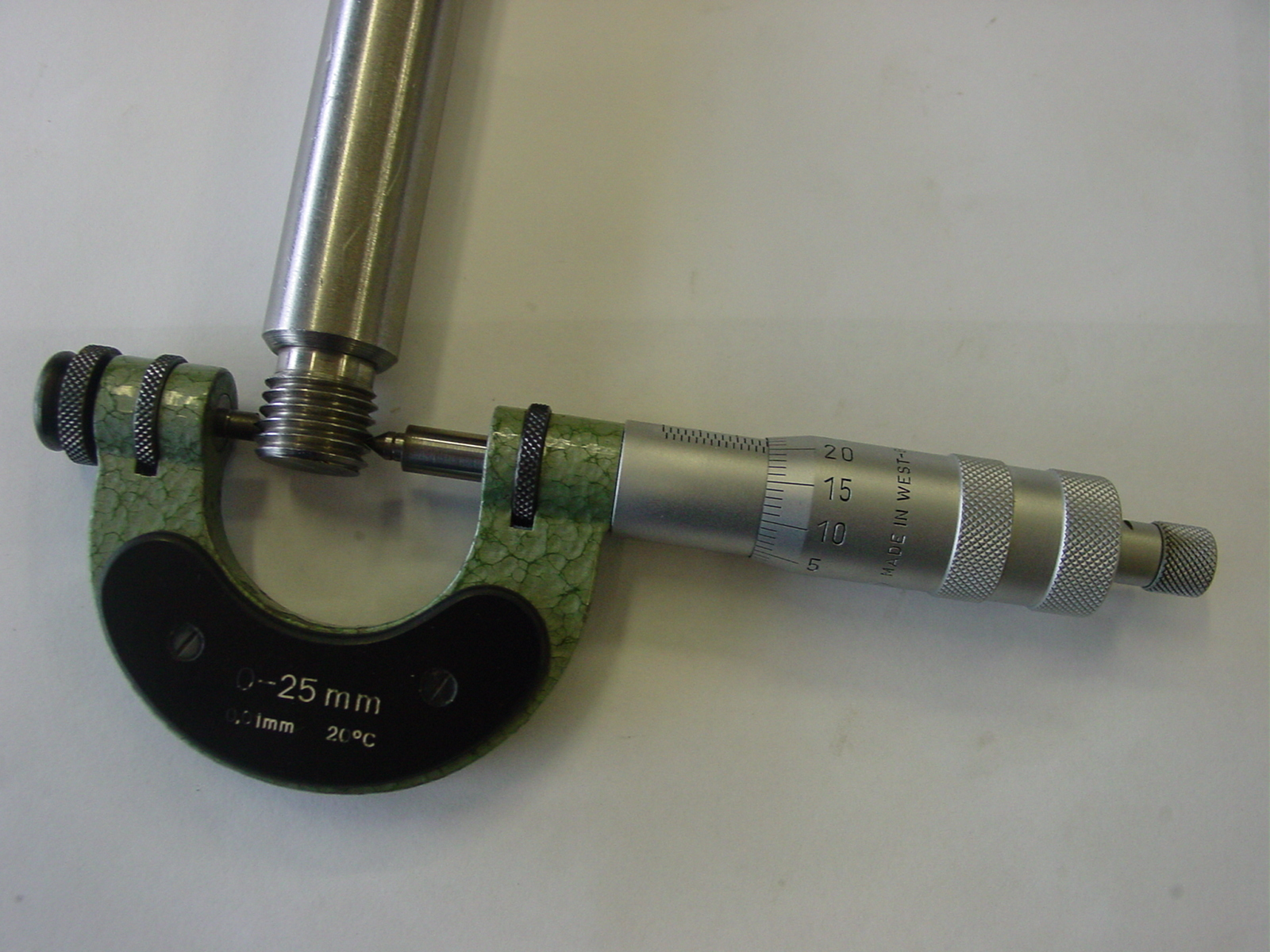
Un micromètre permet de mesurer des pièces avec une précision micrométrique.

Le micromètre est une unité de longueur du Système international d'unités (SI) valant un millionième de mètre et ayant pour symbole μm.
Le micromètre a longtemps été appelé « micron », de symbole µ. Ce nom a été retiré du Système international en 1968 et le symbole µ (lettre grecque mu en minuscule) est depuis réservé au préfixe « micro- » des unités SI (il signifie 10−6, ou « millionième »). Le nom « micron » et son symbole restent communément employés, mais sont proscrits dans les publications scientifiques. Le terme micron vient du grec ancien  / mikrón, neutre de  / mikrós, « petit ».

## Définition
Le micromètre est un sous-multiple du mètre, qui vaut un millionième de mètre, soit un millième de millimètre :
- 1 μm = 10−6 m = 0,000 001 m ;
- soit 1 μm = 10−3 mm = 0,001 mm.

## Multiples et sous-multiples
| Nom        | Symbole | Nombre en micromètre |
| ---------- | ------- | -------------------- |
| mètre      | m       | 1 000 000            |
| décimètre  | dm      | 100 000              |
| centimètre | cm      | 10 000               |
| millimètre | mm      | 1 000                |
| micromètre | µm      | 1                    |
| nanomètre  | nm      | 0,001                |
| picomètre  | pm      | 0,000 001            |
| femtomètre | fm      | 0,000 000 001        |
| attomètre  | am      | 0,000 000 000 001    |